# Eurhadina hema
Eurhadina hema är en insektsart som beskrevs av Irena Dworakowska 2002. Eurhadina hema ingår i släktet Eurhadina och familjen dvärgstritar. Inga underarter finns listade i Catalogue of Life.